# BFC Nordiska 1913
Der BFC Nordiska 1913 war ein deutscher Fußballclub aus Berlin, der von 1913 bis 1933 existierte.

## Geschichte
Der BFC Nordiska Berlin wurde im Jahr 1913 gegründet. Der Club agierte in der Zeit seines Bestehens zum Großteil in der Meisterschaft des Arbeiter-Turn- und Sportbundes und war neben Sparta 11 Berlin einer der stärksten Arbeitervereine aus Berlin. Während sich Sparta Berlin in der Meisterschaft des Rotsports zweimal ins Finale spielte, gelang dies der Nordiska in der Spielzeit 1920/21 beim ATSB. Nach Siegen im Viertel- bzw. Halbfinale über die Mannschaften von FT Breslau-Süd und FT Unterweser zogen die Berliner ins Finale des ATSB ein, unterlagen aber dem sächsischen Favoriten VfL Leipzig Stötteritz deutlich mit 0:3. In der Folgezeit spielte der BFC Nordiska im Arbeiterfußball keine Rolle mehr, Finalteilnahmen gelangen aus Berliner Sicht aber noch dem SC Adler Pankow.
Mit der Machtergreifung der Nationalsozialisten wurde der BFC Nordiska im Jahr 1933 aufgelöst. 1945 wurde eine Neugründung abgelehnt, die Reste des ehemaligen Arbeitervereins schlossen sich der SG Nordost an, welche später im MSV Normannia 08 aufging.

## Statistik
- Finalist ATSB-Bundesmeisterschaft: 1920/21